# 부여수신리반송
부여수신리반송(扶餘水新里盤松)은 대한민국 충청남도 부여군 외산면에 있는 조선시대의 반송이다. 2002년 1월 10일 충청남도의 기념물 제158호로 지정되었다.